# Relations entre la Russie et la Tanzanie
Les relations bilatérales Russie-Tanzanie sont  les relations diplomatiques entre la fédération de Russie et l'État de Tanzanie (en Afrique).

## Histoire
Les premières relations entre l'Union soviétique (URSS) et le territoire appelé Tanganyika eurent lieu le 11 décembre 1961, après l'indépendance de ce dernier du Royaume-Uni. 
Après l'unification du Tanganyika et de Zanzibar en un seul état, le 25 avril 1964, la république unie de Tanzanie a poursuivi ses relations diplomatiques avec une nouvelle capacité. 
À la suite de l'établissement de relations diplomatiques, l'ambassade de Tanzanie a été ouverte en URSS à Moscou et l'ambassade de l'URSS en Tanzanie à Dar es Salaam . 

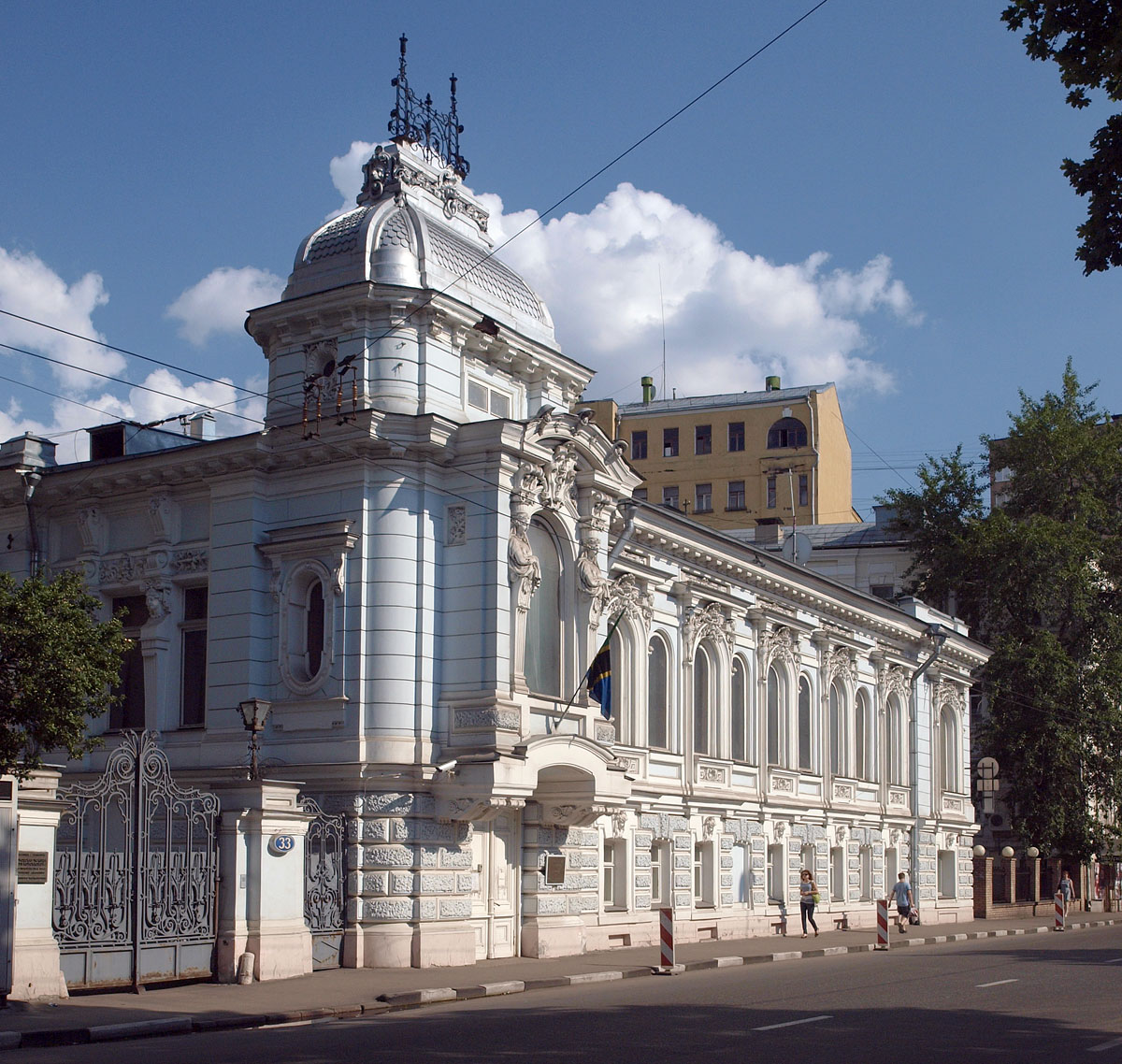
Ambassade de Tanzanie à Moscou

Lors de l'établissement des relations diplomatiques entre pays, les accords de base suivants ont été conclus: 
- Accord commercial - conclu le 14 août 1963;
- Sur la coopération culturelle - conclu le 6 novembre 1963;
- Sur la coopération économique et technique - conclu le 26 mai 1966.

Dans les années 1960, l'URSS a accordé à la Tanzanie un prêt préférentiel à long terme. Dans un communiqué conjoint adopté le 13 octobre 1969, les deux pays ont indiqué qu'ils étaient disposés à élargir leurs liens mutuels. 
Les géologues soviétiques ont exploré plusieurs gisements d’or, dont l’un sur la rivière Zira a été mis au point avec l’assistance technique de l’URSS. Également effectué une exploration pétrolière. Avec l'aide de l'URSS, deux fermes d'État pour la culture du coton et du maïs ont été créées, une école technique a été construite et six centres vétérinaires ont été créés. De nombreux étudiants tanzaniens ont suivi des études supérieures en Union soviétique . 
Après l'effondrement de l'URSS, le 30 décembre 1991, le nouvel État russe nommé la fédération de Russie a poursuivi ses relations diplomatiques avec la Tanzanie. 
En 1995, les deux pays ont signé un protocole sur les consultations inter-ministérielles. 

### Ambassadeurs de l'URSS et de la fédération de Russie en Tanzanie

#### Ambassadeurs de l'URSS auprès de la Tanzanie
- Timoshchenko Andrei Mikhailovich (russe : Тимощенко Андрей Михайлович) (1962 - 1969)
- Ustinov, Vyacheslav Aleksandrovich (russe : Устинов Вячеслав Александрович) (1969 - 1972)
- Sergey Slipchenko (russe : Слипченко Сергей Александрович) (1972 - 1980)
- Yukalov Yuri Alekseevich (russe : Юкалов Юрий Алексеевич)(1980 - 1985)
- Illarionov Sergey Ivanovich (russe : Илларионов Сергей Иванович) (1985 - 1989)
- Fialkovsky Andrey Igorevich (russe : Фиалковский Андрей Игоревич) (1989)
- Kuznetsov Vladimir Nikolaevich (russe : Кузнецов Владимир Николаевич) (1989 - 1992)

#### Ambassadeurs de la fédération de Russie auprès de la Tanzanie
- Kulmatov Kenesh Nurmatovich (russe : Кулматов Кенеш Нурматович) (2 novembre 1992 - 14 mars 1997)
- Zavgaev Doku Gapurovich (russe : Завгаев Доку Гапурович) (14 mars 1997 - 17 février 2004)
- Safonov Leonid Alekseevich (russe : Сафонов Леонид Алексеевич) (17 février 2004 - 27 août 2010)
- Alexander Alexandrovich (russe : Ранних, Александр Александрович) (27 août 2010 - ????)

### Ambassadeurs de Tanzanie auprès de l'URSS et de la fédération de Russie
- Isaac Abraham Sepet (1982 - 1989)
- William Lucas Mbago (1989 - ????)
- Eva Lilian Nzaro (1998 - 2002)
- Patrick Segeja Chokala (2002-  ????)

## Coopération économique
En 2016, les échanges commerciaux entre la Russie et la Tanzanie se sont élevés à 127,7 millions de dollars. Sur ce montant, 79,1 millions de dollars représentaient les exportations russes et 48,5 millions de dollars les importations. 
Presque toutes les importations en Russie (99,5 %) sont des produits alimentaires et des matières premières agricoles : tabac (73 %), café, thé, épices (29,6 %), graines, fruits, céréales (4,3 %). 
Les importations tanzaniennes en provenance de Russie se répartissent de la manière suivantes : céréales (79,4 %), papier et carton (6,4 %), engrais (6,4 %), aluminium et produits dérivés (1,9 %), carburants (1,9 %), boissons et vinaigre (1,5 %). 
Un consortium international, qui comprend deux sociétés russes, a reçu un contrat pour la construction d'une raffinerie de pétrole en Tanzanie, ainsi qu'un pipeline d'une longueur d'environ 1 200 kilomètres. Le coût du projet est estimé à 3 milliards de dollars. 
En Tanzanie, il existe plusieurs petites mines d’or qui ont une concession commune avec la Russie  . 
Rosatom, par l'intermédiaire d'une ses filiales, a obtenu une licence d'exploitation de l'uranium sur le champ de la rivière Mkuju , mais son développement a été différé au moins jusqu'en 2020. 

## Sources et Références
1. 1 2  « Российско-танзанийские отношения », РИА Новости,‎ 4 сентября 2002
2. ↑  « Торговля между Россией и Танзанией в 2016 г. », Внешняя Торговля России,‎ 27 февраля 2017
3. ↑  « «Росатом» заморозит урановый проект в Танзании минимум на три года », РБК,‎ 5 июля 2017